# حسيه العليا (دوعن)
'

تعديل مصدري - تعديل

حسيه العليا هي إحدى قرى عزلة صيف بمديرية دوعن التابعة لمحافظة حضرموت، بلغ تعداد سكانها 69 نسمة حسب تعداد اليمن لعام 2004.